# Chattanooga Choo-Choo
Chattanooga Choo-Choo es una canción compuesta por Harry Warren con letra de Mack Gordon. Fue originalmente grabada para la Big Band de Glenn Miller, y posteriormente apareció en la película de 1941 Sun Valley Serenade. Es la primera canción de la historia en recibir un Disco de oro, por haber llegado a vender más de un millón de copias.

## Contexto
La canción inicia con la orquesta sonando como un tren en una estación, con las trompetas y trombones imitando el silbido del tren. La parte vocal empieza con el diálogo entre un pasajero y un niño limpiabotas. Después de la parte vocal, la banda toca la melodía imitando el WHOO WHOO de la salida del tren. En la canción se hace mención a la antigua estación de Pennsylvania en Nueva York.

## Letra
(Hey there Tex, what you say?)
Step aside partner, it's my day
 Bend an ear and listen to my version
 (Of a really solid Tennisee excursion)

Pardon me boy, is that the Chattanooga Choo Choo?
 (Yes yes, track 29)
 Boy, you can give me a shine
(Can you afford to board Chattanooga Choo Choo?)
I've got my fare
(And just a trifle to spare)
You leave the Pennsylvania station 'bout a quarter to four
Read a magazine and then you're in Baltimore
 Dinner in the diner, nothing could be finer
(Then to have your ham and eggs in Carolina)
When you hear the whistle blowin' eight to the bar
Then you know that Tennisee is not very far
Shuffle all the coal in, gotta keep it rollin'
(Whoo whoo, Chattanooga, there you are)
There's gonna be a certain party at the station
Satin and Lace, I used to call funny face
 She's gonna cry until I tell her that I'll never roam
 (So Chattanooga Choo Choo)
Won't you choo choo me home
(Chattanooga, Chattanooga)
 Get aboard
(Chattanooga, Chattanooga)
 All aboard
(Chattanooga, Chattanooga)

Chattanooga Choo Choo
 Won't you choo choo me home
 Chattanooga Choo Choo.